# Sphaeriodesmus hondurasanus
Sphaeriodesmus hondurasanus är en mångfotingart som beskrevs av Chamberlin 1922. Sphaeriodesmus hondurasanus ingår i släktet Sphaeriodesmus och familjen Sphaeriodesmidae. Inga underarter finns listade i Catalogue of Life.